# Ptilodactyla mrazai
Ptilodactyla mrazai is een keversoort uit de familie Ptilodactylidae. De wetenschappelijke naam van de soort is voor het eerst geldig gepubliceerd in 1928 door Pic.